# Prix Albert-Viel
Groupe I
Le Prix Albert-Viel (ex-Prix Capucine) est une course hippique de trot attelé se déroulant au mois de juin sur l'hippodrome de Vincennes.
C'est une course de Groupe I réservée aux chevaux de 3 ans, hongres exclus, ayant gagné au moins 8 500 €.
Elle se court sur la distance de 2 700 mètres (grande piste), départ volté, pour une allocation qui s'élève à 200 000 €, dont 90 000 € pour le vainqueur.
La course est créée en 1899 à Vincennes sous le nom de Prix Manon, jusqu'en 1901. Les principaux classiques de trot sont transférés sur l'hippodrome de Saint-Cloud en 1902 et la course prend alors le nom du Prix Capucine,. Interrompue par la guerre, l'épreuve n'a pas lieu en 1915 et 1916, elle est courue en 1917 à Argentan puis en 1918 à Caen avant de retrouver l'hippodrome de Vincennes en 1919. Elle est rebaptisée Prix Albert Viel en 2002 afin d'honorer la mémoire du grand éleveur et entraineur de trotteur né en 1915 qui préside la Société d'encouragement à l'élevage du cheval français de 1974 à 1985. Pendant plus de vingt ans, ses chevaux remportent de nombreux groupes I (alors appelés classiques), dont le Prix d'Amérique (Abo Volo) quelques jours  avant sa mort en 1997.
Il est le petit-fils d'un autre Albert Viel, né en 1854, qui crée une écurie d'élevage de trotteurs en 1882 au haras du Vast à Mondeville, dans la banlieue de Caen. Il meurt en 1938 après avoir fait naitre de nombreux bons étalons trotteurs français et laissant à ses deux enfants une écurie de premier plan. Un premier Prix Albert Viel est alors créé en 1939, pour chevaux d'âge, à son honneur.

## Palmarès depuis 1962
| Année | Vainqueur          | Père               | Driver                   | Entraîneur               | Propriétaire              | Deuxième           | Troisième          | Distance | Réd.km |
| ----- | ------------------ | ------------------ | ------------------------ | ------------------------ | ------------------------- | ------------------ | ------------------ | -------- | ------ |
| 2025  | Mille Étoiles      | Prodigious         | Jean-Michel Bazire       | Nicolas Bazire           | Scuderia Mistero          | Magic Man          | Magic Night        | 2 700 m  | 1'12"8 |
| 2024  | Lombok Jiel        | Énino du Pommereux | Pierre-Yves Verva        | Jean-Luc Dersoir         | Éc. Luck                  | Loulou de Mye      | Liza Josselyn      | 2 700 m  | 1'12"  |
| 2023  | Koctel du Dain     | Boccador de Simm   | David Thomain            | Philippe Allaire         | Philippe Allaire          | Kana de Beylev     | Kompostel          | 2 700 m  | 1'12"1 |
| 2022  | Just A Gigolo      | Boccador de Simm   | David Thomain            | Philippe Allaire         | Philippe Allaire          | Just For Lova      | Juninho Dry        | 2 700 m  | 1'13"2 |
| 2021  | Italiano Vero      | Ready Cash         | David Thomain            | Philippe Allaire         | Philippe Allaire          | Impressionist      | Infant Perrine     | 2 700 m  | 1'13"9 |
| 2020  | Helgafell          | Charly du Noyer    | Éric Raffin              | Philippe Allaire         | Éc. Normandy Spirit       | Hooker Berry       | Hédé Darling       | 2 700 m  | 1'13"7 |
| 2019  | Guillermo Sport    | Orlando Sport      | P.-J. Pascual Lavanchy   | Miquel Mestre Suner      | Écurie Bruni              | Gamble River       | Gamin des Perdrix  | 2 700 m  | 1'13"9 |
| 2018  | Fighter Smart      | Uniclove           | Mathieu Mottier          | Cyrille Buhigné          | Écurie Smart              | Fortaleza          | Fend la Bise       | 2 700 m  | 1'14"1 |
| 2017  | Eros du Chêne      | Un Amour d'Haufor  | Matthieu Abrivard        | Julien Le Mer            | Claude Guedj              | Easy des Racques   | Élite du Ruel      | 2 700 m  | 1'14"4 |
| 2016  | Django Riff        | Ready Cash         | Yoann Lebourgeois        | Philippe Allaire         | Élisabeth Allaire         | Dawana             | Dollar Macker      | 2 700 m  | 1'13"8 |
| 2015  | Cobra Bleu         | Fortuna Fant       | Pierre Vercruysse        | Pierre Vercruysse        | Guy Morin                 | Cocktail Meslois   | Cristal Money      | 2 700 m  | 1'13"6 |
| 2014  | Boccador de Simm   | Rieussec           | Pierre Vercruysse        | Philippe Allaire         | Olivier-H. Thomas         | Brillantissime     | Brutus de Bailly   | 2 700 m  | 1'14"4 |
| 2013  | Axelle Dark        | Ready Cash         | Jos Verbeeck             | Philippe Allaire         | Philippe Allaire          | Aldo des Champs    | Akim du Cap Vert   | 2 700 m  | 1'13"9 |
| 2012  | Vanika du Ruel     | Jardy              | Franck Anne              | Franck Anne              | Annick Bazin              | Volcan d'Urzy      | Valdu Mag          | 2 700 m  | 1'14"4 |
| 2011  | Une Lady en Or     | Kaisy Dream        | Pierre Levesque          | Pierre Levesque          | Jean-Pierre Barjon        | Uncaring           | Un Amour d'Haufor  | 2 700 m  | 1'14"6 |
| 2010  | Timoko             | Imoko              | Richard Westerink        | Richard Westerink        | Richard Westerink         | Torino d'Auvillier | Tonkin de Bellouet | 2 700 m  | 1'14"7 |
| 2009  | Sévérino           | Gobernador         | Christian Bigeon         | Christian Bigeon         | David-M. Bonne            | So Lovely Girl     | Sage de Bresles    | 2 700 m  | 1'14"  |
| 2008  | Ready Cash         | Indy de Vive       | Bernard Piton            | Philippe Allaire         | Philippe Allaire          | Rolling d'Heripré  | Rancho Gédé        | 2 700 m  | 1'13"6 |
| 2007  | Qualmio de Vandel  | Gobernador         | Franck Nivard            | Thierry Duvaldestin      | Écurie La Tour de Vandel  | Quick de la Loge   | Quido du Goutier   | 2 700 m  | 1'14"9 |
| 2006  | Pearl Queen        | Carpe Diem         | Thierry Duvaldestin      | Thierry Duvaldestin      | Thierry Duvaldestin       | Prince d'Espace    | Picsou du Pommeau  | 2 700 m  | 1'12"6 |
| 2005  | Oardo              | Biesolo            | Laurent-Claude Abrivard  | Laurent-Claude Abrivard  | Mme C. de Reynier         | Olitro             | Osiris de Corbery  | 2 700 m  | 1'15"5 |
| 2004  | Ni Ho Ped d'Ombrée | Bassano            | Michel Lenoir            | Jean-Raoul Deshayes      | Guyone Deshayes           | Niky               | No Disturb         | 2 700 m  | 1'15"2 |
| 2003  | Mahana             | Défi d'Aunou       | Jean-Pierre Dubois       | Jean-Pierre Dubois       | Jean-Pierre Dubois        | Meaulnes du Corta  | Mélo des Chaliers  | 2 700 m  | 1'15"2 |
| 2002  | Lucky d'Hilly      | Coktail Jet        | Jean-Étienne Dubois      | Jean-Étienne Dubois      | R. Kaddour                | Legs du Clos       | Lilium Madrik      | 2 700 m  | 1'16"1 |
| 2001  | Kiss Melody        | Extreme Dream      | Dominik Locqueneux       | Pierre-Désiré Allaire    | Écurie des Charmes        | Kaisy Dream        | Kinder Jet         | 2 700 m  | 1'14"8 |
| 2000  | Juliano Star       | Buvetier d'Aunou   | Jean-Pierre Dubois       | Jean-Pierre Dubois       | Daniel Wildenstein        | Junior du Rib      | Jibon Tivoli       | 2 700 m  | 1'21"  |
| 1999  | Island Dream       | Coktail Jet        | Jean-Pierre Dubois       | Jean-Pierre Dubois       | Jean-Pierre Dubois        | Iatka Bocain       | Imia Josselyn      | 2 700 m  | 1'16"5 |
| 1998  | Himo Josselyn      | Cézio Josselyn     | Jean-Michel Bazire       | L. Goncalves Fernandes   | Yvan Bernard              | Houston River      | Hello Jo           | 2 700 m  | 1'16"1 |
| 1997  | Général du Pommeau | Sébrazac           | Jules Lepennetier        | Jules Lepennetier        | Jacky Grisanti            | Gildas Meslois     | Gavroche Perrine   | 2 700 m  | 1'16"1 |
| 1996  | Forcing de Kacy    | Steed James        | Alain Laurent            | Alain Laurent            | Roland Bessis             | Full Account       | Fanacland          | 2 700 m  | 1'17"7 |
| 1995  | Esotico Star       | Tarass Boulba      | Jean-Pierre Dubois       | Jean-Pierre Dubois       | Daniel Wildenstein        | Ever Jet           | Eylau Square       | 2 175 m  | 1'16"9 |
| 1994  | Derby du Gîte      | Riton du Gîte      | Sylvain Lelièvre         | Sylvain Lelièvre         | Georges Lelièvre          | Dahir de Prélong   | Destin de Busset   | 2 175 m  | 1'16"3 |
| 1993  | Capitole           | Passionnant        | Bernard Oger             | Léopold Verroken         | Bernard Billard           | Casino des Sports  | César d'Argos      | 2 375 m  | 1'18"8 |
| 1992  | Bahama             | Quito de Talonay   | Jean-Pierre Dubois       | Jean-Pierre Dubois       | Axel Wend                 | Bamaro King        | Blizzard de Jiel   | 2 300 m  | 1'18"4 |
| 1991  | Alligator          | Le Ham             | Yves Dreux               | Gilbert Lemière          | G. Grugeaux               | Auxerrois          | Atout du Closet    | 2 300 m  | 1'17"5 |
| 1990  | Vizir Pont Vautier | Manay Port         | Jean-Philippe Dubois     | Jean-Philippe Dubois     | Jean-Philippe Dubois      | Voldakir du Rocher | Varum d'Ombrée     | 2 300 m  | 1'17"4 |
| 1989  | Ulf d'Ombrée       | Kimberland         | Jean-Claude Hallais      | Jacky Béthouart          | D. Paillot                | Urano de Bourdenay | Unshine            | 2 100 m  | 1'18"2 |
| 1988  | Tadzio de la Motte | Jet de Prapin      | Joël Van Eeckhaute       | Joël Van Eeckhaute       | P. Dallain                | Turquetil          | Théo del Amor      | 2 100 m  | 1'18"4 |
| 1987  | Satan des Acres    | Hillion Brillouard | Guy Verva                | Fernand-Fl. Dubois       | Fernand-Fl. Dubois        | Sin d'Algot        | Siamois de Ryd     | 2 300 m  | 1'17"8 |
| 1986  | Ruanito d'Arc      | Dianthus           | Ulf Nordin               | Ulf Nordin               | Pierre Paillot            | Rainbow Runner     | Rantzau            | 2 150 m  | 1'18"4 |
| 1985  | Quarisso           | Fakir du Vivier    | Michel-Marcel Gougeon    | Jean-Lou Peupion         | Mme Besançon              | Quartz du Buisson  | Quel Jour          | 2 250 m  | 1'19"  |
| 1984  | Pontcaral          | Chambon P          | Ali Hawas                | Ali Hawas                | Jean Békaert              | Potin d'Amour      | Perval             | 2 250 m  | 1'18"5 |
| 1983  | O Sole Mio         | Guerrero           | Léopold Verroken         | Léopold Verroken         | Alec Weisweiller          | Ourasi             | Orco               | 2 250 m  | 1'18"8 |
| 1982  | Nursingo           | Ursin L            | Jean-Claude Hallais      | Jean-Claude Hallais      | G.Deshayes                | Nasrullah          | Noble du Pont      | 2 250 m  | 1'20"5 |
| 1981  | Malice bleue       | Beau Ludois L      | Jean-René Gougeon        | Jean-René Gougeon        | Comte P. de Montesson     | Mabrouka           | Moscantido         | 2 250 m  | 1'19"2 |
| 1980  | L'As d'Atout       | Seddouk            | Gérard Mascle            | Gérard Mascle            | Henri Moreau              | Lézin du Parnasse  | Lianthus de l'Aria | 2 250 m  | 1'20"  |
| 1979  | Kapulco            | Ruy Blas IV        | Jean Lesne               | Jean Lesne               | Jean-Marie Lesne          | King Black         | Kaolino            | 2 250 m  | 1'18"9 |
| 1978  | Jean               | Vimont             | François-Georges Louiche | François-Georges Louiche | Albert Bouquet            | Jeune Orange       | Jigliana           | 2 250 m  | 1'19"5 |
| 1977  | Idéal du Gazeau    | Alexis III         | Eugène Lefèvre           | Eugène Lefèvre           | Pierre-Jean Morin         | Ianouchka          | Indiscret d'Ax     | 2 250 m  | 1'21"6 |
| 1976  | Hippy Kermorvan    | Tabriz             | Léopold Verroken         | Léopold Verroken         | Mme J. Valentini          | Heureuse de Vivre  | Haut Sauternes     | 2 250 m  | 1'20"7 |
| 1975  | Girl Blanche       | Seddouck           | Gérard Mascle            |                          | Georges Moreau            | Géda Grandchamp    | Guanta             | 2 250 m  | 1'20"8 |
| 1974  | Franc Quito        | Quito              | Gérard Mascle            |                          | Georges Moreau            | Fugit              | Fragon des Bois    | 2 250 m  | 1'21"8 |
| 1973  | Ebbon              | Mick Ann           | Jan Kruithof             |                          | J.-J. Berthomier          | Étoile de Retz     | Euridix Royal      | 2 250 m  | 1'20"2 |
| 1972  | Detos              | Mitsouko           | Marcel Delaunay          |                          | Marcel Delaunay           | Demarète           | Duo de Pampa       | 2 250 m  | 1'21"  |
| 1971  | Comte d'Orange     | Jour de Veine      | Gaston Peltier           |                          | Mme Gaston Peltier        | Chambon P          | Canino             | 2 250 m  | 1'21"4 |
| 1970  | Ballon Rouge       | Kratius            | M. Busset                |                          | A. Busset                 | Barcella           | Boy de Retz        | 2 250 m  | 1'21"3 |
| 1969  | Aigle Noir         | Mario              | Gérard Mascle            |                          | Haras du Mont de L'Aigle  | Alexis III         | Artabise           | 2 250 m  | 1'19"7 |
| 1968  | Vat                | Mario              | K. Hormann               |                          | Charley Mills             | Verdict            | Vachtouna          | 2 250 m  | 1'20"9 |
| 1967  | Ulysse Mab         | Ferrante M         | Jean-René Gougeon        |                          | comte Pierre de Montesson | Urcet              | Urda               | 2 250 m  | 1'21"  |
| 1966  | Toscan             | Kerjacques         | Jean-René Gougeon        |                          | comte Pierre de Montesson | Tyrol II           | Tony M             | 2 250 m  | 1'22"1 |
| 1965  | Sportif D          | Dakow D            | Ch. Touchard             |                          | R. Guay                   | Sac au Dos         | Souvenir D         | 2 250 m  | 1'22"8 |
| 1964  | Robinson           | Christiana         | Michel-Marcel Gougeon    |                          | Mme Ch. Badiou            | Ramboa             | Rosita RC          | 2 250 m  | 1'21"7 |
| 1963  | Quasipyl           | In Extremis        | Bernard Simonard         |                          | Mme A. Moreau             | Quioco             | Quérida            | 2 250 m  | 1'22"9 |
| 1962  | Philosophe D       | Carioca II         | G. Laisis                |                          | Mme A. Laisis             | Pastourelle VIII   | Ponant             | 2 250 m  | 1'21"1 |